# رونالد م سيجا
رونالد م سيجا (بالإنجليزية: Ronald M. Sega)‏ (و. 1952 – م) هو ضابط، ورائد فضاء، ومهندس، وبروفيسور (أستاذ جامعي) من الولايات المتحدة الأمريكية ولد في ماسيدونيا، أوهايو.

## التعليم
تعلم في جامعة ولاية أوهايو، وأكاديمية سلاح الجو الأمريكي.

## مناصب وهيئات
أدار ناسا، وجامعة هيوستن.